# Leopold König (Tsjechisch wielrenner)
Leopold König (Moravská Třebová, 15 november 1987) is een Tsjechisch voormalig wielrenner die in 2019 zijn loopbaan als wielrenner afsloot bij BORA-hansgrohe.
König startte zijn professionele loopbaan in 2006 bij de Tsjechische ploeg PSK Whirlpool-Author. Hij beleefde zijn grootste successen bij het team in het jaar 2010. In dat jaar won hij de Ronde van Opper-Oostenrijk en de Ronde van Tsjechië.
Dankzij deze goede resultaten reed hij vanaf het seizoen 2011 bij het Duitse Team NetApp. In 2012 plande zijn team hem in voor de Giro. Hij viel echter geblesseerd uit, in het najaar won hij nog wel de koninginnenrit van de Ronde van Groot-Brittannië. Zijn grote doorbraak kwam in het seizoen 2013. Tijdens de zevende rit van de Ronde van Californië klopte hij op de Mount Diablo Janier Acevedo in een langgerekte spurt bergop. Later dat seizoen werd hij door zijn team geselecteerd voor de Ronde van Spanje, zijn eerste grote ronde. Tijdens de achtste rit, die van Jerez de la Frontera naar Alto de Peñas Blancas nabij Estepona ging, viel hij onder de boog van de laatste kilometer aan en won zo verrassend. Ook behaalde hij een negende plek in het eindklassement op ruim 10 minuten van eindwinnaar Chris Horner.
In 2014 stond alles in het teken van zijn debuut in de Tour. Met een elfde plek in de Dauphniné bewees hij hiervoor klaar te zijn. Dankzij een derde plek tijdens de 13de etappe kwam König de top-10 binnen. Een dag later sprong hij naar plek acht. Dankzij een vijfde plek tijdens de tijdrit op de voorlaatste dag, sprong hij ook nog over de Nederlanders Bauke Mollema en Laurens ten Dam. König beëindigde de Tour uiteindelijk als zevende.
Eind september werd bekend dat König samen met Nicolas Roche, Wout Poels, Lars Petter Nordhaug en Andrew Fenn de overstap maakt naar het Engelse Team Sky.
In 2015 maakte König zijn debuut in de Giro. Na het wegvallen van kopman Richie Porte was hij de kopman van zijn ploeg Team Sky. König werd zesde in het eindklassement.
In 2016 nam König deel aan de wegwedstrijd op de Olympische Spelen in Rio de Janeiro, maar reed deze niet uit. Vier dagen later werd hij elfde in de tijdrit.

## Palmares

### Overwinningen
2010
1e etappe Ronde van Opper-Oostenrijk
Eindklassement Ronde van Opper-Oostenrijk
2e etappe Ronde van Tsjechië
Eindklassement Ronde van Tsjechië
3e etappe Ronde van Bulgarije
2012
2e etappe deel B Internationale Wielerweek (ploegentijdrit)
6e etappe Ronde van Groot-Brittannië
2013
7e etappe Ronde van Californië
3e etappe Ronde van Tsjechië
Eindklassement Ronde van Tsjechië
8e etappe Ronde van Spanje
2015
3e etappe Ronde van Tsjechië
2016
 Tsjechisch kampioen tijdrijden, Elite
1e etappe Ronde van Spanje (ploegentijdrit)

### Resultaten in voornaamste wedstrijden
| Jaar | Ronde van Italië | Ronde van Frankrijk | Ronde van Spanje |
| ---- | ---------------- | ------------------- | ---------------- |
| 2010 |                  |                     |                  |
| 2011 |                  |                     |                  |
| 2012 |                  |                     |                  |
| 2013 |                  |                     | 9e (1)           |
| 2014 |                  | 7e                  |                  |
| 2015 | 6e               | 70e                 |                  |
| 2016 |                  |                     | 29e              |

| Jaar | Ronde van Lombardije |  | WK op de weg |  | Wereldranglijsten |
| ---- | -------------------- |  | ------------ |  | ----------------- |
| 2010 |                      |  | 87e          |  |                   |
| 2011 |                      |  |              |  |                   |
| 2012 |                      |  | 113e         |  |                   |
| 2013 |                      |  |              |  |                   |
| 2014 | 67e                  |  |              |  |                   |
| 2015 | 27e                  |  |              |  | 60e (UWT)         |
| 2016 | opgave               |  |              |  | 158e (UWT)        |

### Resultaten in kleinere rondes
| Jaar | Tirreno-Adriatico | Ronde van Catalonië | Critérium du Dauphiné | Ronde van Zwitserland | Ronde van Polen |
| ---- | ----------------- | ------------------- | --------------------- | --------------------- | --------------- |
| 2010 |                   |                     |                       |                       |                 |
| 2011 |                   |                     |                       | 82e                   |                 |
| 2012 |                   |                     |                       |                       |                 |
| 2013 |                   |                     | opgave                |                       | 38e             |
| 2014 |                   |                     | 11e                   |                       |                 |
| 2015 | 29e               | 72e                 |                       |                       |                 |
| 2016 |                   |                     |                       | opgave                | opgave          |
| 2017 |                   |                     | opgave                |                       |                 |
| 2018 | opgave            |                     |                       |                       |                 |

## Ploegen
- 2006 –  PSK Whirlpool-Hradec Králové
- 2007 –  PSK Whirlpool-Hradec Králové
- 2008 –  PSK Whirlpool-Author
- 2009 –  PSK Whirlpool-Author
- 2010 –  PSK Whirlpool-Author
- 2011 –  Team NetApp
- 2012 –  Team NetApp
- 2013 –  Team NetApp-Endura
- 2014 –  Team NetApp-Endura
- 2015 –  Team Sky
- 2016 –  Team Sky
- 2017 –  BORA-hansgrohe
- 2018 –  BORA-hansgrohe
- 2019 –  BORA-hansgrohe